# Гірнича промисловість Камеруну
Гірнича промисловість Камеруну

## Загальна характеристика
Мінерально-сировинний сектор економіки в стані розвитку. Видобувають кіаніт, нафту, олов'яні руди, золото і алмази. Новий кодекс в галузі виконання гірничих робіт (2001), створює конкурентне середовище і привабливий клімат для інвесторів. Державна участь обмежується до 10%.

## Окремі галузі
Нафтогазова галузь. Видобуток нафти в районі бухти Ріо-дель-Рей біля узбережжя Західного Камеруну, що почався в 1970-і роки, мав велике значення для економіки країни. У 1985 видобуток нафти тут досяг 9,2 млн т, але в подальші роки безперервно скорочувалася і в 1998 становив менше 4,7 млн т. Розвідані запаси нафти оцінюються усього в 35 млн т. На шельфі в районі кордону з Нігерією і поблизу Крібі виявлені родовища природного газу, запаси якого оцінюють в 110 млрд м³.
З 2003 р Камерун разом з компанією Euroil Ltd. (що належить британській BowLeven PLC) та американською компанією Syntroleum Corp. розробляє родов. природного газу і конденсату в блоці MLHP-4 біля берегів Камеруну, в тому числі і газ з родовища Санаґа-Саут (Sanaga Sud) в межах цього блоку. За оцінкою компанії Mobil, добувні запаси родовища Санаґа-Саут перевищують 17 млрд куб.м. Родовище розташоване на глибині моря менше за 20 м, інтервал продуктивності 1000–1600 м. Крім того, в роботах по блоку MLHP-4 на паритетних началах беруть участь компанії Syntroleum і EurOil. Компанія Syntroleum при підтримці EurOil планує будівництво заводу по виробництву синтетичної нафти (технологія GTL). [Oil and Gas Journal. 2003. V.101].
Дані, які ілюструють роботу нафтопереробних підприємств країни наведені в табл.
Таблиця — Виробництво нафтопродуктів в Камеруні в 1994/95 — 1998/99 рр. (в млн літрів)
| Продукт         | 1994/95 | 1995/96 | 1996/97 | 1997/98 | 1998/99 |
| Бензин          | 336     | 320     | 322     | 333     | 380     |
| Гас             | 144     | 125     | 135     | 137     | 141     |
| Дизельне паливо | 263     | 262     | 315     | 292     | 330     |

Міжнародний консорціум на чолі з американською нафтовою компанією «Ексон» у 2000 р розпочав будівництво нафтопроводу довжиною 1070 км (890 км — на тер. Камеруну), який з'єднає нафтоносний басейн Доба на півдні Чаду з камерунським портом Крібі (Kribi). Нафтопровід повинен стати до ладу в 2004 р. Прибутки Камеруну від транспортування нафти цим нафтопроводом можуть досягнути 350 млн дол. Це дозволить частково компенсувати втрати за рахунок скорочення валютних надходжень від експорту нафти.
Алюмінієва галузь. Alucam — провідна алюмінієва компанія Камеруну, в 2000 р виробила бл. 100 тис.т алюмінію з бокситу, який імпортується з Ґвінеї. Китайська фірма Gansu Corp. for Techno-Economic Cooperation (GITEC) має намір почати видобуток бокситів в Камеруні на трьох родовищах, загальні запаси яких оцінюються в 2000 млн т.
Видобуток золота і алмазів (г.ч. старательський) відповідно становить бл. 40 тис. унцій та 7 тис. карат на рік.